# Saint-Pol-sur-Ternoise
Saint-Pol-sur-Ternoise település Franciaországban, Pas-de-Calais megyében. Lakosainak száma 4759 fő (2022. január 1.). Saint-Pol-sur-Ternoise Troisvaux, Brias, Gauchin-Verloingt, Herlin-le-Sec, Ostreville, Ramecourt és Saint-Michel-sur-Ternoise községekkel határos.

## Népesség
A település népessége az elmúlt években az alábbi módon változott:
| Lakosok száma | 5081 | 5029 | 5189 | 4971 | 4942 | 4909 | 4870 | 4838 | 4759 |
|               | 2013 | 2015 | 2016 | 2017 | 2018 | 2019 | 2020 | 2021 | 2022 |